# Jakobikirche (Kiel)
Die Jakobikirche ist eine evangelische Kirche in Kiel in Schleswig-Holstein, sie steht auf dem spitzwinkligen Eckgrundstück Knooper Weg 14/16 / Waisenhofstraße im Stadtteil Exerzierplatz. Die neugotische Kirche wurde ab 1882 nach Plänen des renommierten Berliner Architekten Johannes Otzen gebaut. Heute gehört sie zusammen mit der Lutherkirche zur evangelisch-lutherischen Jakobi- und Luthergemeinde.

## Geschichte
Die Jakobikirche wurde von 1882 bis 1886 für eine Bausumme von 100.000 Mark errichtet. Otzen verzichtete auf sein Architektenhonorar, weil der Bau aus Spenden finanziert wurde. Das brachte ihr damals den Spitznamen Groschenkirche ein.
Im Zweiten Weltkrieg wurde die Kirche bei den Luftangriffen auf Kiel 1944 durch Brandbomben schwer beschädigt und nach dem Krieg von 1952 bis 1954 nach dem Entwurf des Hamburger Architekten Gerhard Langmaack vereinfacht wiederaufgebaut. Die ursprüngliche polygonale Spitzhaube des Vierungsturms wurde durch eine filigranen Laterne ersetzt, durch die Tageslicht in den Kirchenraum einfällt. Sie trug der Kirche im Volksmund den Beinamen Halleluja-Gasometer ein. In den 1960er Jahren erhielten die Rundfenster neue Farbverglasungen nach Entwürfen des Bremer Künstlers Heinz Borchers und das Apsis-Mosaik wurde geschaffen.
1980 und 1981 wurde die Kirche nach Plänen der Kieler Architekten Peter Kahlcke und Bertram Steingräber renoviert. Dabei wurden Kanzel, Ambo und Altar neu gestaltet. Die Apsis wurde als Taufkapelle unter Verwendung eines alten Taufsteins aus der St.-Jürgen-Kirche eingerichtet. 1986 erhielten sechs Fenster in den Querschiffen eine farbige Verglasung nach Entwurf des Stuttgarter Künstlers Hans Gottfried von Stockhausen. 2013 wurde der Kirchturm nach Plänen des Architekten Gunnar Seidel renoviert.

## Glocken
Im neu aufgebauten Vierungsturm der Kirche hängen drei Gussstahlglocken. Die Glocken 1 und 2 wurden aus dem Turm der alten Kirche übernommen.
| Nr. | Nominal | Gewicht | Gießer                                     | Gussjahr |
| --- | ------- | ------- | ------------------------------------------ | -------- |
| 1   | e¹-6    | 950 kg  | Bochumer Verein für Gussstahlfabrikationen | 1884     |
| 2   | g¹-8    | 680 kg  | Bochumer Verein für Gussstahlfabrikationen | 1884     |
| 3   | a¹-9    | 363 kg  | Bochumer Verein für Gussstahlfabrikationen | 1963     |

## Bilder

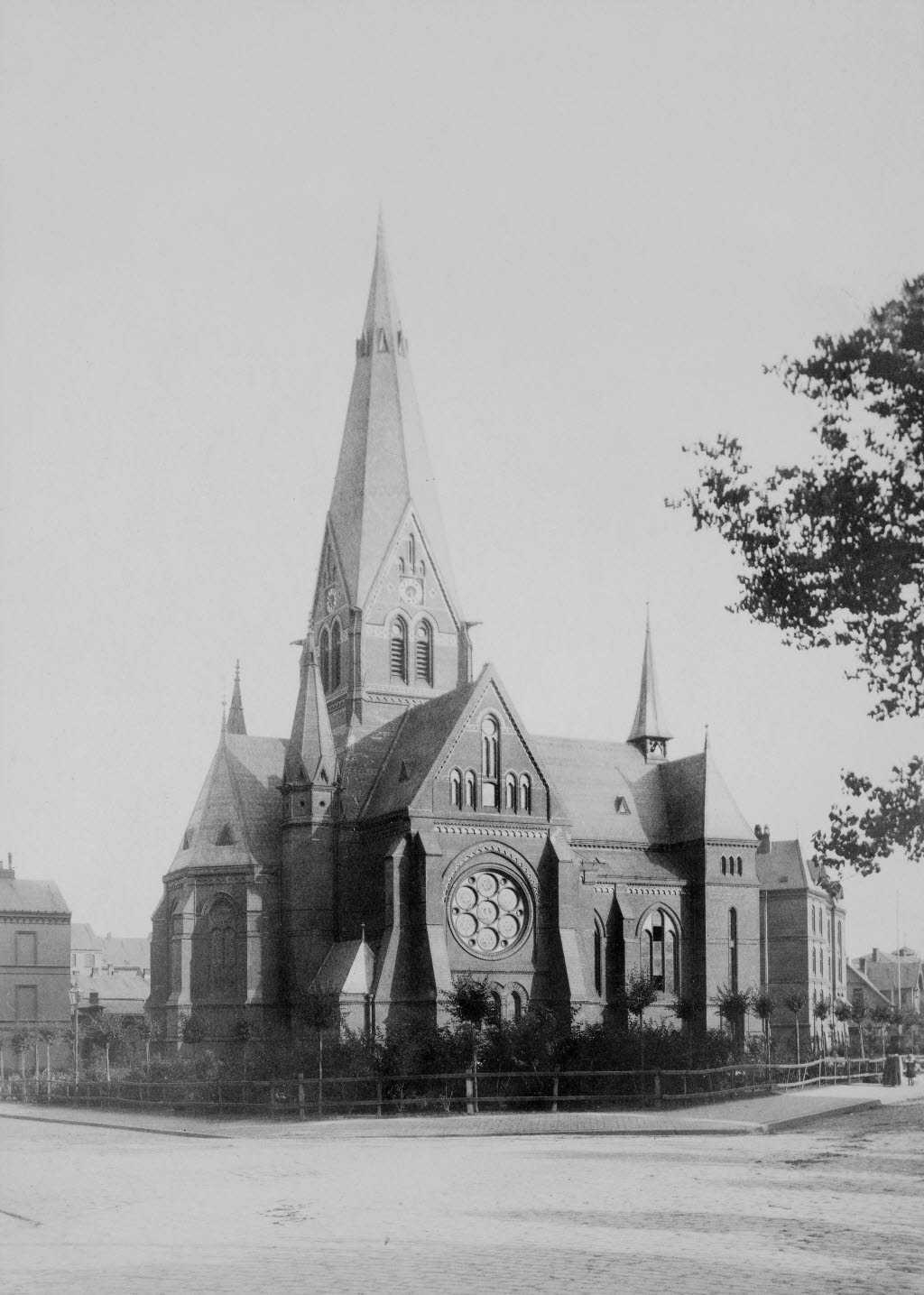
Jakobikirche, ca. 1890
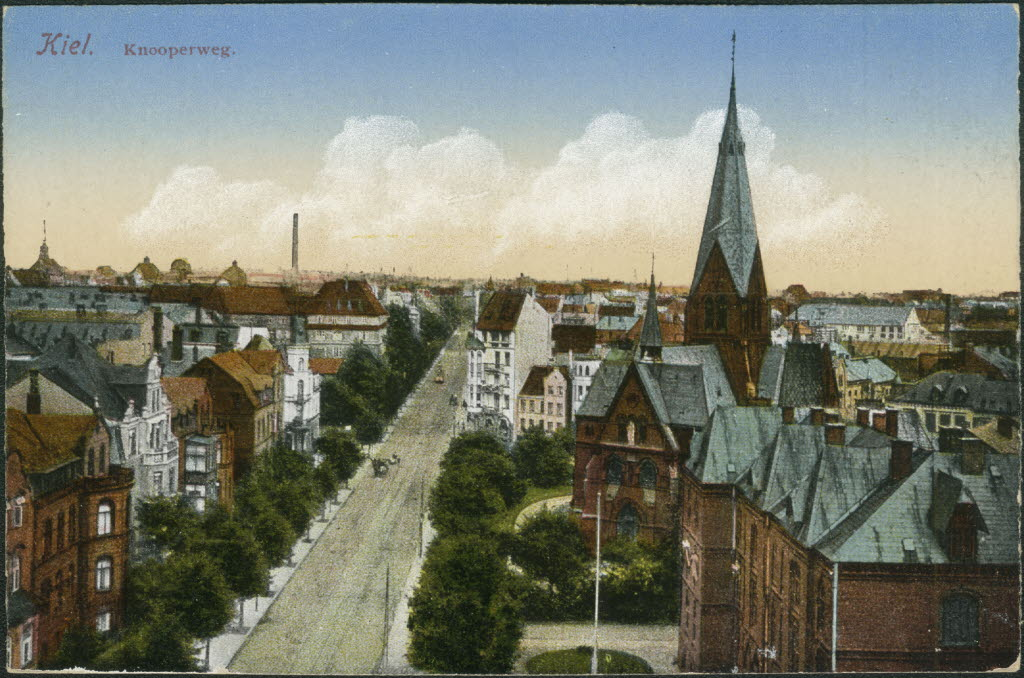
Knooper Weg mit der Jakobikirche, ca. 1910
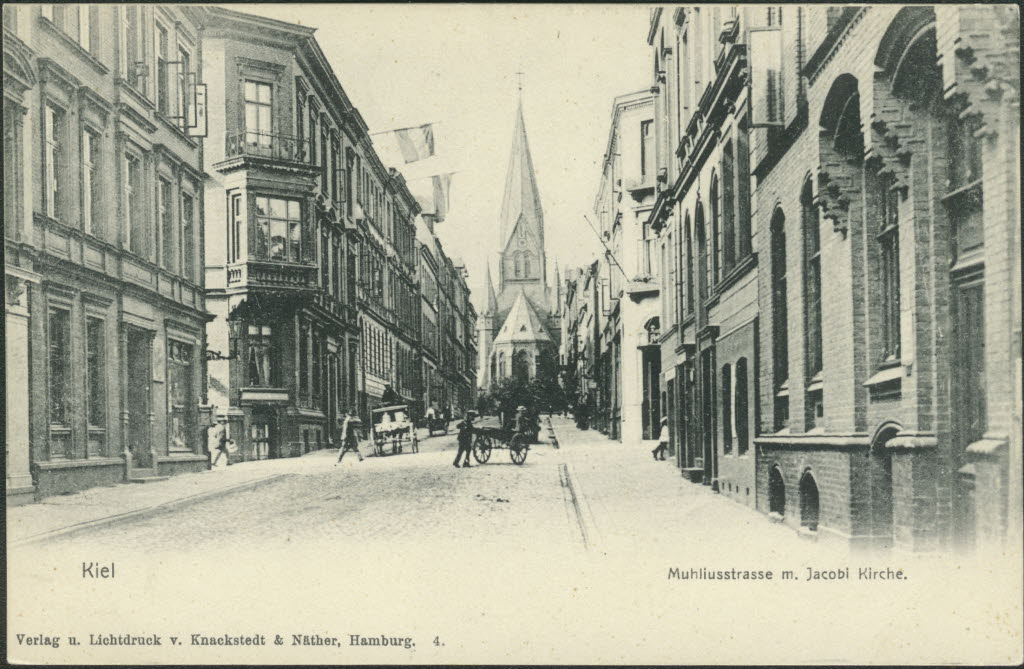
Muhliusstraße mit Jakobikirche, ca. 1900
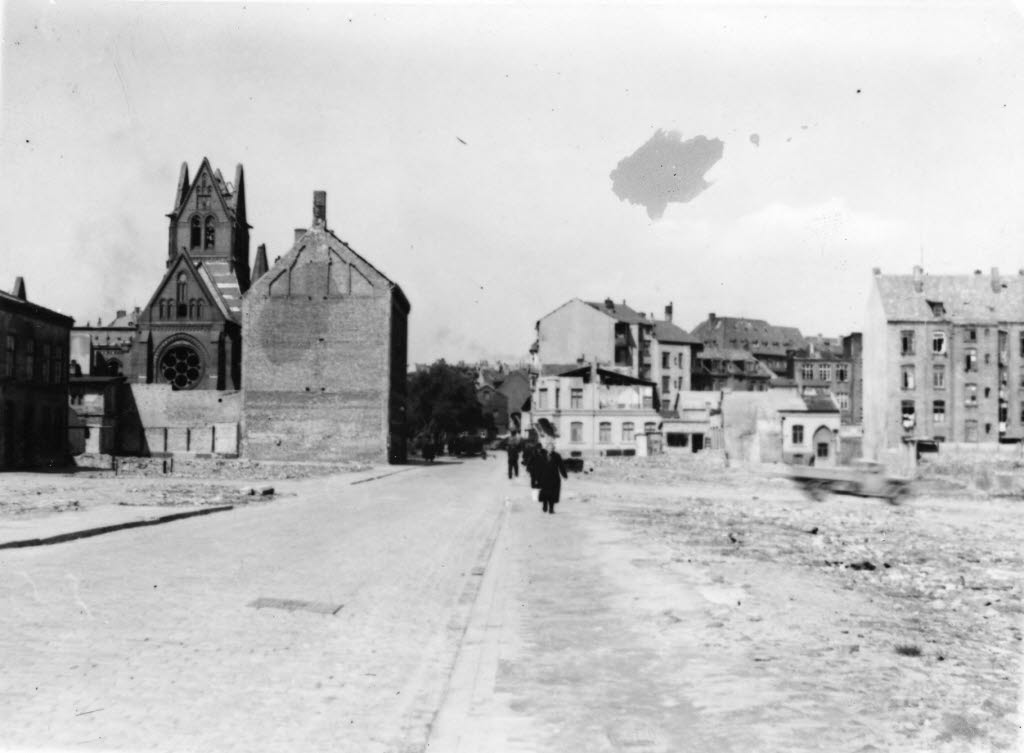
Waisenhofstraße nach der Räumung, Blick zum Knooper Weg, im Hintergrund links die Jakobikirche, Mai 1948